# Storblommig cylindertrattkaktus
Storblommig cylindertrattkaktus (Eriosyce chilensis) är en art inom trattkaktussläktet och familjen kaktusväxter, som har sin naturliga utbredning i Chile.

## Beskrivning
Storblommig cylindertrattkaktus är en klotformad till cylindrisk kaktus som blir upp till 100 centimeter hög 6 till 12 centimeter i diameter, och är blekgrön i färgen. Den är uppdelad i 20 till 21 åsar som är 10 till 12 millimeter höga, och inskurna mellan areolerna. Den har många taggar som i princip täcker hela plantan. Taggarna består av 6 till 8 mörkspetsiga centraltaggar som blir cirka 2 centimeter långa. Runt dessa finns upp till 20 något tunnare, gulaktiga radiärtaggar som blir mellan 10 och 15 millimeter långa. Blommorna är trattformade, utvecklas ur unga areolerna och det kan bli mer än en per areol. Blommorna är djuprosa, gula eller vitaktiga.

## Synonymer
- Echinocactus chilensis Hildm. ex K.Schum. 1898
- Neoporteria chilensis (Hildm. ex K.Schum.) Britton & Rose 1922
- Chilenia chilensis (Hildm. ex K.Schum.) Backeb. 1939
- Neochilenia chilensis (Hildm. ex K.Schum.) Backeb. 1951
- Pyrrhocactus chilensis (Hildm. ex K.Schum.) F.Ritter 1959
- Pyrrhocactus chilensis var. albidiflorus F.Ritter 1980
- Eriosyce chilensis var. albidiflora (F.Ritter) Katt. 1994